# Karika János
Karika János (Gyermely, Komárom vármegye, 1808. október 18. – Kecskemét, 1855. augusztus 11.) magyar református teológiai tanár.

## Életútja
Karika János református lelkész és Szánthó Klára fia. Középiskoláit Debrecenben, hol 1825-ben lépett a felső osztályba, végezte, és itt senior is volt. 1835-ben külföldre ment és Párizsban is hosszabb ideig tartózkodott. 1836-ban a kecskeméti főiskolához hívták meg a hittudományok és a világtörténelem tanárául. 1846-ban egyházkerületi könyvvizsgálóvá neveztetett ki. 1848-ban Kecskemét város egyik kerületének képviselője volt az országgyűlésen; jelen volt a debreceni üléseken is. Az 1848–49-es forradalom és szabadságharc után egy ideig a hazában bujdosott, majd az Újépületben eltöltendő négy évi fogságra ítéltetett, barátjának Szőnyi Pálnak közbenjárására azonban megengedték, hogy fogságát felügyelete alatt barátja házánál tölthesse el. A fogságból mintegy két évet eltöltve, 1852-ben engedélyt nyert, hogy Kecskeméten felügyelet és a város elhagyási tilalma, feltételek alatt tanári állását ismét elfoglalhassa.
Jeles szónok volt, azért Kecskeméten és vidéken gyászalkalommal több ízben felhívatott oratiók tartására. Több nyelven beszélt, így angolul és franciául. A kecskeméti főiskola, különösen a szabadságharc előtt, neki s Tatai Andrásnak köszönhette felvirágzását. A dunamelléki egyházkerület azért 1841-ben egyházkerületi könyvvizsgálóvá s néhány év mulva egyházkerületi tanácsbíróvá választotta. Az 1840-es évek elején Pesten felállíttatni célzott protestáns főiskola szervezete s tanrendszere kidolgozására pályadíj tűzetett ki, melyet Tatai Andrással együtt készített pályaműve nyert el, mely mű nyomtatásban is megjelent. Neje Rácz Rozália 1855. augusztus 9-én, ő maga augusztus 11-én a kolera áldozatai lettek Kecskeméten.

## Munkái
1. Keresztyéni egyesség, melyet ft. Polgár Mihály úr püspökké szenteltetése ünnepélyén hirdetett. Kecskemét, 1846. (Többek beszédeivel együtt.)
2. Imádság, melyet a dicsőemlékezetű cs. kir. főherczeg József nádor... halhatatlan érdemeinek, az 1847. febr. 28. és márcz. 3. szomorú érzések közt szentelt a kecskeméti helv. hitv. gyülekezet és az ottani főiskola. Uo. (Polgár Mihály és Szánthó József beszédeivel együtt.)
3. A körét hiven betöltő lelkipásztor képe. Uo. 1847. (Halotti beszédek, melyek néhai nt. Gyárfás Pál úrnak végtisztessége megadása alkalmával mondattak K.-K.-Halason 1847. júl. 9. és 10. Uo.)

Tanítványai számára írt világ- és egyháztörténelmet, hit- és egyházszónoklattant; nyomdába adásukat azonban mind az 1848 előtti, mind az 1849-es sajtóviszonyok lehetetlenné tették.